# Поттер, Крис (джазовый саксофонист)
Крис Поттер (англ. Chris Potter; род. 1 января 1971 года) — американский джазовый саксофонист, композитор и мульти-инструменталист.
Поттер получил известность благодаря совместной записи с трубачом Редом Родни, прежде чем начал работать с барабанщиком Полом Мотианом, басистом Дэйвом Холландом, трубачом Дэйвом Дугласом и другими.

## Биография
Крис Поттер родился в городе Чикаго, штат Иллинойс, но позже он с семьей переехал в Колумбию, штат Южная Каролина, где он провел годы своего становления. Поттер рано проявил интерес к разнообразной музыке и освоил несколько инструментов, включая гитару и фортепиано. После того, как он услышал Пола Дезмонда, он понял, что саксофон будет средством, которое лучше всего позволит ему выразить себя музыкально. Jazz Times цитирует его слова: «Музыка всегда была для меня средством исследования важных в жизни вещей. Это способ понять, что мне нужно сказать. Кроме того, я постоянно узнаю о ней новые вещи».
Свой первый профессиональный джазовый концерт он сыграл на альт-саксофоне в тринадцать лет. Во время выступлений с Джонни Хелмсом и Терри Розеном у него появилось много преданных местных поклонников. Покинув Колумбию после окончания средней школы Дреер, Поттер поступил в колледж в Нью-Йорке. Сначала это была Новая школа, а затем Манхэттенская музыкальная школа. В Нью-Йорке он начал выступать с Редом Родни. В настоящее время Поттер живёт за пределами Нью-Йорка.

## Записи
Поттер учувствовал в записи альбомов более чем 150 раз, как своих, так и совместных. Сотрудничал с такими артистами как Ред Родни, Пэт Метини, Мэриан Макпартленд, Патрисия Барбер, Кенни Вернер, Mingus Big Band, Пол Мотиан, Рэй Браун, Джим Холл, Джеймс Муди, Дэйв Дуглас, Джо Ловано, Уэйн Кранц, Майк Майнери, Стив Своллоу, Steely Dan, Дэйв Холланд, Джоанн Брэкин, Адам Роджерс.
В 2015 году был основан коллектив Aziza в состав которой вошел Крис Поттер, гитарист и вокалист Лайонел Луке, басист Дэйв Холланд и барабанщик Эрика Харленд. Коллектив был назван в честь мифологической расы магических существ из Западной Африки. Участники индивидуально проявили себя во всем джазовом спектре. Коллектив затрагивает различные стороны свинга, пост-бопа, электронного фьюжна и африканских традиций. Дебют произошел в 2016 году с одноимённым альбомом Aziza.

## Награды
Его альбом 1998 года Vertigo был назван одним из десяти лучших джазовых альбомов года изданиями Jazziz и The New York Times. Альбом был вдохновлен приступом болезни Меньера, которая обнаружилась у Поттера. Приступ вызвал сильное головокружение, а также повредил его слух. Он был номинирован на премию Грэмми за Лучшую джазовую импровизацию в альбоме Джоанн Брэкен Pink Elephant Magic. В 2000 году Поттер был удостоен премии Jazzpar Prize. Его альбом 2004 года Lift: Live at Village Vanguard был назван одной из десяти лучших джазовых записей года Фредом Капланом из издания Slate.
Поттер появился в рейтинге критиков и читателей издания DownBeat, где был назван Восходящей звездой среди лучших саксофонистов в 2004, 2005, 2006 и 2007 годах. Ассоциация джазовых журналистов признала его Лучшим тенор-саксофонистом 2013 года.

## Дискография

### Собственные работы
- Presenting Chris Potter (Criss Cross Jazz, 1993)
- Concentric Circles (Concord Jazz, 1994)
- Pure (Concord Jazz, 1995)
- Sundiata (Criss Cross Jazz, 1995)
- Moving In (Concord Jazz, 1996)
- Concord Duo Series Volume Ten (Concord Jazz, 1996) совместно с Кенни Вернером
- Unspoken (Concord Jazz, 1997)
- Vertigo (Concord Jazz, 1998)
- This Will Be (Storyville, 2001)
- Gratitude (Verve, 2001)
- Traveling Mercies (Verve, 2002)
- Lift: Live at the Village Vanguard (Sunnyside, 2004)
- Underground (Sunnyside, 2006)
- Song for Anyone (Sunnyside, 2007)
- Follow the Red Line (Sunnyside, 2007)
- Ultrahang (ArtistShare, 2009)
- Transatlantic (Red Dot Music, 2011) совместно с DR Big Band
- The Sirens (ECM, 2013)
- Imaginary Cities (ECM, 2015)
- The Dreamer Is the Dream (ECM, 2017)
- Circuits (Edition, 2019)
- There Is a Tide (Edition, 2020)
- Sunrise Reprise (Edition, 2021)

### В качестве участника
Совместно с Дэвидом Бинни
- South (ACT, 2001)
- Welcome to Life (Mythology, 2004)
- Bastion of Sanity (Criss Cross Jazz, 2005)
- Graylen Epicenter (Mythology, 2011)

Совместно со Скоттом Колли
- Portable Universe (Free Lance, 1996)
- Subliminal… (Criss Cross Jazz, 1997)
- This Place (SteepleChase, 1998)
- The Magic Line (ArtistShare, 2008)

Совместно с Дэйвом Дугласом
- Magic Triangle (Arabesque, 1998)
- Leap of Faith (Arabesque, 1999)
- The Infinite (RCA, 2002)
- Strange Liberation (Bluebird, 2003)

Совместно с Fleurine
- San Francisco (Sunnyside, 2008)
- Brazilian Dream (Sunnyside, 2018)

Совместно с Грегом Гисбертом
- Harcology (Criss Cross Jazz, 1994)
- On Second Thought (Criss Cross Jazz, 1994)

Совместно с Дэйвом Холландом
- Prime Directive (ECM, 1999)
- Not for Nothin' (ECM, 2001)
- What Goes Around (ECM, 2002)
- Extended Play: Live at Birdland (ECM, 2003)
- Overtime (Dare2, 2005)
- Critical Mass (Dare2, 2006)
- Pathways (Dare2, 2010)
- Aziza (Dare2, 2016)
- Good Hope (Edition, 2019)

Совместно с Райаном Кисором
- On the One (Columbia, 1993)
- Power Source (Criss Cross Jazz, 1999)

Совместно с Сюзанной МакКоркл
- Easy to Love: The Songs of Cole Porter (Concord Jazz, 1996)
- Let’s Face the Music: The Songs of Irving Berlin (Concord Jazz, 1997)
- Someone to Watch Over Me: The Songs of George Gershwin (Concord Jazz, 1998)

Совместно с Пэтом Метини
- Unity Band (Nonesuch, 2012)
- KIN (←→) (Nonesuch, 2014)
- The Unity Sessions (Nonesuch, 2016)

Совместно с Mingus Big Band
- Mingus Big Band 93 — Nostalgia in Times Square (Dreyfus, 1993)
- !Que Viva Mingus! (Dreyfus, 1997)

Совместно с Полом Мотианом
- Reincarnation of a Love Bird (JMT, 1994)
- Flight of the Blue Jay (Winter & Winter, 1997)
- Trio 2000 + One (Winter & Winter, 1998)
- Play Monk and Powell (Winter & Winter, 1999)
- On Broadway Vol. 4 or The Paradox of Continuity (Winter & Winter, 2006)
- Live at the Village Vanguard (Winter & Winter, 2006)
- Live at the Village Vanguard Vol. II (Winter & Winter, 2007)
- Live at the Village Vanguard Vol. III (Winter & Winter, 2008)
- Lost in a Dream совместно с Джейсоном Мораном (ECM, 2010)

Совместно с Джоном Патитуччи
- One More Angel (Concord Jazz, 1997)
- Now (Concord Jazz, 1998)
- Imprint (Concord Jazz, 2000)
- Line by Line (Concord Jazz, 2006)

Совместно с Адамом Роджерсом
- Allegory (Criss Cross Jazz, 2003)
- Apparitions (Criss Cross Jazz, 2005)

Совместно с Рене Роснес
- Ancestors (Blue Note, 1996)
- As We Are Now (Blue Note, 1997)
- Life on Earth (Blue Note, 2001)
- Beloved of the Sky (Smoke Sessions, 2018)

Совместно с Алексом Сипягиным
- Images (TCB, 1998)
- Steppin' Zone (Criss Cross Jazz, 2001)
- Equilibrium (Criss Cross Jazz, 2004)
- Prints (Criss Cross Jazz, 2007)
- Destinations Unknown (Criss Cross Jazz, 2011)
- Overlooking Moments (Criss Cross Jazz, 2013)
- Moments Captured (Criss Cross Jazz, 2017)

Совместно с Steely Dan
- Alive in America (Giant, 1995)
- Two Against Nature (Giant, 2000)
- Everything Must Go (Reprise, 2003)

Совместно со Стивом Своллоу
- Deconstructed (Xtra Watt, 1997)
- Always Pack Your Uniform on Top (Xtra Watt, 2000)
- Damaged in Transit (Xtra Watt, 2003)

Совместно с Джоном Сваной
- The Feeling’s Mutual (Criss Cross Jazz, 1993)
- Tug of War (Criss Cross Jazz, 1999)

Совместно с Джорисом Типе
- Seven Days a Week (VIA Jazz, 1998)
- For Adults Only (Postcards, 2000)

С остальными
- Ред Родни, Then and Now (Chesky, 1992)
- Лаверн Батлер, No Looking Back (Chesky, 1993)
- Мэриэн Макпартлэнд, In My Life (Concord Jazz, 1993)
- Питер Мэдсен, Snuggling Snakes (Minor Music, 1993)
- Джеймс Муди, Live at the Blue Note (Telarc, 1995)
- Рэнди Сэндке, The Chase (Concord Jazz, 1995)
- Билли Драммонд, Dubai (Criss Cross Jazz, 1996)
- Пер Хасби, If You Could See Me Now (Gemini, 1996)
- Марлена Шоу, Dangerous (Concord Jazz, 1996)
- Рэй Драммонд, Vignettes (Arabesque, 1996)
- Каррин Эллисон, Скотт Гамильтон, Concord Jazz Festival All-Stars, Fujitsu-Concord 27th Jazz Festival (Concord, 1996)
- Иден Этвуд, A Night in the Life (Concord Jazz, 1996)
- Билли Харт, Oceans of Time (Arabesque, 1997)
- Ed Palermo Big Band, Plays the Music of Frank Zappa (Astor Place, 1997)
- The Seatbelts, Cowboy Bebop: Vitaminless (Victor, 1998)
- Йохен Рюкерт, Introduction (Jazzline, 1998)
- Джим Холл, Jazzpar Quartet + 4 (Storyville, 1998)
- Аллен Фарнхэм, Meets the RIAS Big Band (Concord, 1998)
- Джоанн Брэкен, Pink Elephant Magic (Arkadia Jazz, 1999)
- Сара Джейн Сион, Moon Song (Naxos, 2000)
- Антонио Фарао, Thorn (Enja, 2000)
- Джон Федчок, Hit the Bricks (Reservoir, 2000)
- Нинна Фрилон, Soulcall (Concord Jazz, 2000)
- Нгуен Ле, Bakida (ACT, 2000)
- Майк Гиббс, Nonsequence (Provocateur, 2001)
- Ларри Карлтон, Deep Into It (Warner Bros., 2001)
- Рене Мари, Vertigo (MAXJAZZ, 2001)
- Иоахим Кун, Universal Time (EmArcy, 2002)
- Кенни Ранкин, A Song for You (Verve, 2002)
- Чак Леб, eBop (Shanachie, 2003)
- Джош Роузман, Treats for the Nightwalker (Enja, 2003)
- Лизз Райт, Salt (Verve, 2003)
- Уэйн Шортер, Alegria (Verve, 2003)
- Майк Кларк совместно с Билли Чайлдсом и Крисом Поттером, Summertime (JazzKey, 2003)
- Джим Ротонди, New Vistas (Criss Cross Jazz, 2004)
- Энрико Пьеранунци, Пол Мотиан, совместно с Крисом Поттером, Doorways (CAM Jazz, 2004)
- Кенни Уилер, What Now? (CAM Jazz, 2005)
- Мален Мортенсен, Malene (Stunt, 2006)
- Майлз Окадзаки, Mirror (2006)
- Марк Шолтез, Real Street (Verve, 2006)
- Кенни Вернер, Lawn Chair Society (Blue Note, 2007)
- Лучиана Соуза, The New Bossa Nova (Verve, 2007)
- Марк Соскин, One Hopeful Day (Kind of Blue, 2007)
- Антонио Санчес, Migration (CAM Jazz, 2007)
- Патрисия Барбер, The Cole Porter Mix (Blue Note 2008)
- Уолтер Беккер, Circus Money (Mailboat, 2008)
- Ари Хёниг, Bert’s Playground (Dreyfus, 2008)
- Джо Мартин, Not by Chance (Anzic, 2009)
- Тим Райс, Live at Smalls (SmallsLIVE, 2010)
- Софи Мильман, In the Moonlight (eOne, 2011)
- Адам Круз, Milestone (Sunnyside, 2011)
- Майк Стерн, All Over the Place (Heads Up, 2012)
- Бурак Бедикян, Circle of Life (SteepleChase, 2013)
- Моника Борзым, My Place (Sony, 2013)
- Эльдар Джангиров, Breakthrough (Motema, 2013)
- Джон Эскрит, Sabotage and Celebration (Whirlwind, 2013)
- Дэйв Страйкер, Messin' with Mister T (Strikezone, 2015)
- Скотт Тиксиер, Cosmic Adventure (Sunnyside, 2016)
- Ben Patterson Jazz Orchestra совместно с Крисом Поттером, Vital Frequencies (Bonecat, 2016)
- Михай Дреш совместно с Крисом Поттером, Zea (Budapest Music Center, 2016)
- Джои Александр, Countdown (Motema, 2016)
- Aziza, Aziza (Dare2, 2016)
- Марек Напиорковски, WAW-NYC (Wydawnictwo Agora, 2017)
- Нейт Смит, Kinfolk: Postcards from Everywhere (Ropeadope, 2017)
- Рэнди Уолдман, Super Heroes (BFM, 2018)
- Джеймс Фрэнси, Flight (Blue Note, 2018)
- Джонатан Блейк, Trion (Giant Step Arts, 2018)
- Джорджи Фэйм, Карин Крог, On a Misty Night (Odin, 2019)
- Дэйв Медер, Passage (Outside In Music, 2019)
- Кэндис Спрингс, The Women Who Raised Me (Blue Note, 2020)

## Рекомендации
- Официальный веб-сайт
- Двенадцать основных выступлений Криса Поттера, Джейкоб Тейхроу (Jazz.com)